# Björkådammet
Björkådammet är en sjö i Överkalix kommun i Norrbotten och ingår i Kalixälvens huvudavrinningsområde.